# کرم‌لی (گوی‌گول)
کرم‌لی (به لاتین: Kərəmli، تا ۵ اکتبر ۱۹۹۹ کمیساری ۲۶ باکو 26 Bakı Komissarı adına، همچنین شناخته‌شده با نام قره‌کشیش Qarakeşiş، به ارمنی: Բրաջուր بروجور) یک منطقه مسکونی در جمهوری آذربایجان است که در شهرستان گوی‌گول واقع شده است. کرم‌لی ۳۸۲ نفر جمعیت دارد.